# Liste der Baudenkmäler in Rothenburg ob der Tauber/Ortsteile
Diese Liste ist eine Teilliste der Liste der Baudenkmäler in Rothenburg ob der Tauber. Grundlage der Liste ist die Bayerische Denkmalliste, die auf Basis des bayerischen Denkmalschutzgesetzes vom 1. Oktober 1973 erstmals erstellt wurde und seither durch das Bayerische Landesamt für Denkmalpflege geführt und aktualisiert wird. Die folgenden Angaben ersetzen nicht die rechtsverbindliche Auskunft der Denkmalschutzbehörde.

## Baudenkmäler nach Ortsteilen

### Rothenburg – Kernstadt außerhalb des Ensembles Altstadt
| Lage                                              | Objekt                                                                        | Beschreibung | Akten-Nr.                | Bild           |
| ------------------------------------------------- | ----------------------------------------------------------------------------- | --- | ------------------------ | -------------- |
| Ackerweg 3 (Standort)                             | Oskar-von-Miller-Realschule                                                   | Dreigeschossiger, terrassenartig am Hang errichteter, großflächig durchfensterter Skelettbau aus Fertigbetonteilen mit Flachdach, zweigeschossige Halle mit darum angeordneten Klassenräumen, von Behnisch & Partner, (Fritz Auer, Lothar Fahrig, Hannes Hübner), 1968–1969 | D-5-71-193-752           | weitere Bilder |
| Ackerweg 3 (Standort)                             | Realschul-Sporthalle, zur Realschule gehörende Sporthalle                     | Stahlskelettkonstruktion mit vorkragendem Trapezprofilflachdach, verglaste Südfassade und Sichtbeton-Nordfassade, von Behnisch & Partner, 1969–1970 | D-5-71-193-752 zugehörig | weitere Bilder |
| Adam-Hörber-Straße 39 (Standort)                  | Forstamt                                                                      | Zweigeschossiger, massiver und verputzter Gruppenbau mit Walmdächern, Pultdachgauben und Flacherker mit Fachwerk-Zwerchgiebel, Hauseingang mit Haubendach, historistisch, bez. 1911 | D-5-71-193-970           | weitere Bilder |
| Adam-Hörber-Straße 39 (Standort)                  | Einfriedung                                                                   | Quadermauer mit Rechteckpfosten und Holzlattenzaun, zugehörig oktogonaler Pavillon mit Zeltdach, gleichzeitig | D-5-71-193-970           | weitere Bilder |
| Am Gattenhöfer Weg, beim Pulvermagazin (Standort) | Steinkreuz, Sühnekreuz                                                        | Spätmittelalterlich, Muschelkalk | D-5-71-193-112           | weitere Bilder |
| Am Haltenberg (Standort)                          | Kalkbrennofen                                                                 | hochrechteckiger Brennofen aus grob behauenen Steinquadern, mit von Ziegeln eingefasster Bogenöffnung, 19. Jahrhundert / 1. Viertel 20. Jahrhundert Rest eines ehemaligen Steinbruchs für Rothenburger Quaderkalk. | D-5-71-193-973           | BW             |
| Am Stäffeleinsbrunnen, Gattenhöfer Weg (Standort) | Laufbrunnen, sogenannter Stäffeleinsbrunnen                                   | Langgestreckter Wassertrog mit schlichter Brunnensäule, Muschelkalk, bezeichnet „1914“ | D-5-71-193-690           | weitere Bilder |
| Ansbacher Straße 2 (Standort)                     | Ehemaliges Amtsgericht                                                        | Zweigeschossiger und verputzter Zweiflügelbau mit Walm- und Steildach, eingestelltem Treppenturm mit Glockendach und vorgesetztem Portal, im historisierenden Stil, von German Bestelmeyer, bezeichnet „1905/06“ | D-5-71-193-45            | weitere Bilder |
| Ansbacher Straße 2 (Standort)                     | Pavillon                                                                      | Eingeschossiger Putzbau auf hohem Untergeschoss mit Pyramidendach, gleichzeitig | D-5-71-193-45 zugehörig  | weitere Bilder |
| Ansbacher Straße 2 (Standort)                     | Einfriedung                                                                   | Massive und verputzte Pfeiler und Mauer sowie Toreingang, gleichzeitig | D-5-71-193-45 zugehörig  | weitere Bilder |
| Ansbacher Straße 7 (Standort)                     | Wohn- und Gasthof                                                             | Zweigeschossiger verputzter Traufseitbau mit Halbwalmdach und Putzgliederung, Querhaus mit Krüppelwalm im Kern 18. Jahrhundert, Um- und Anbau 1904 | D-5-71-193-47            | weitere Bilder |
| Ansbacher Straße 8 (Standort)                     | Ehemaliges Leichenhaus, sogenanntes Altes Leichenhaus                         | Zweigeschossiger verputzter Traufseitbau mit steilem Satteldach, Zwerchhaus und verputztem Fachwerk-Giebel, 1670 inschriftlich von Caspar Füchslein erbaut | D-5-71-193-48            | weitere Bilder |
| Ansbacher Straße 9 (Standort)                     | Mietswohnhaus                                                                 | Zweigeschossiger, verputzter Traufseitbau mit Mansardwalmdach, stehender Gaube mit Schweifgiebel und Fledermausgaube, zweigeschossigem Fassadenerker mit Volutengiebel und Balkon mit Steingeländer, barockisierender Jugendstil, von Gebr. Unbehauen, 1913 | D-5-71-193-950           | weitere Bilder |
| Ansbacher Straße 132 (Standort)                   | Bildstock                                                                     | Monolithischer Pfeiler mit Bildnische, Muschelkalk, 15./16. Jahrhundert | D-5-71-193-686           | weitere Bilder |
| Bahnhofstraße 7 (Standort)                        | Ehemaliges Postamtsgebäude                                                    | Zweigeschossiger Zweiflügelbau mit Mansardwalmdach, überbauter Freitreppe und unverputzten Ecklisenen, im neubarocken Stil, 1920/22 | D-5-71-193-49            | weitere Bilder |
| Bahnhofstraße 7 (Standort)                        | Pfeiler der ehemaligen Einfriedung                                            | Sandsteinquader, im neubarocken Stil, gleichzeitig | D-5-71-193-49 zugehörig  | weitere Bilder |
| Bahnhofstraße 12 (Standort)                       | Bahnhofempfangsgebäude                                                        | Dreigeschossiger Sandsteinquaderbau mit Eckrustika und flachem Satteldach sowie seitlichen erdgeschossigen Flügeln, im spätklassizistischen Stil, um 1873 | D-5-71-193-50            | weitere Bilder |
| Bezoldweg 31 (Standort)                           | Schulgebäude, ehemalige Lateinschule, Pro-Gymnasium und Reichsstadt-Gymnasium | Dreigeschossiger Traufseitbau mit Krüppelwalmdach, Zwerchhaus mit Schweifgiebel und seitlichem zweigeschossigem Vorbau mit abknickender Fassade, quer angefügte Turnhalle zu einem Geschoss mit tief heruntergezogenem Krüppelwalmdach, Zwerchhaus und Dachreiter, in historisierendem Stil, 1913/14 | D-5-71-193-51            | weitere Bilder |
| Bezoldweg 31 (Standort)                           | Einfriedung                                                                   | Massive Mauer mit Buckelquadern und integriertem Brunnen, gleichzeitig | D-5-71-193-51 zugehörig  | weitere Bilder |
| Bezoldweg 61 (Standort)                           | Wohnhaus                                                                      | Zweigeschossiger, malerischer Gruppenbau mit Schopfwalmdach und Satteldächern sowie Kniestock, Ecklisenen und Stockwerkgesimsen, an der Südseite Seitenrisalit und Holzveranda, 1901 | D-5-71-193-975           | weitere Bilder |
| Bezoldweg 61 (Standort)                           | Nebengebäude                                                                  | Eingeschossiger Fachwerkbau mit Satteldach, gleichzeitig | D-5-71-193-975           | BW             |
| Dinkelsbühler Straße 1, 3, 5 (Standort)           | Schul- und Sportzentrum „Bei der Bleiche“                                     | Gesamtplanung des Schul- und Sportzentrums und Entwürfe der einzelnen Gebäude von Behnisch & Partner, 1972 Mittelschule, unregelmäßiger Baukörper aus um eine zentrale Halle gruppierten, 1- bis 3-geschossigen Flachdachbauten mit durchgehenden Fensterbändern mit grünen Brüstungsfeldern, Rundpfeiler und Decken aus Stahlbetonfertigteilen, 1974–75 Gymnasium, unregelmäßiger Baukörper aus um eine zentrale Halle gruppierten, 1- bis 2-geschossigen Flachdachbauten, analog zur Hauptschule gestaltet, an der Ostseite Turnhalle, 1976–77 große Sporthalle, zum Teil in das Erdreich hineingebauter Stahlskelettbau mit Stahldecke und die Fassaden durchstoßenden Stahlbindern, Südfassade verglaste Stahlkonstruktion mit Fenstern und Türen aus Aluminium, Schmalseiten mit Stahlpanelen und grünerKunststoffbeschichtung, Mobiltribünen, 1974–75 Grünanlage, gestaltete, die Gebäude mit einbeziehende Grünfläche mit Bäumen, Buschwerk und Rasenflächen, 1974–77 | D-5-71-193-959           | BW             |
| Erlbacher Straße 2 (Standort)                     | Wohnhaus                                                                      | Zweigeschossiger Eckbau mit steilem Satteldach, Eckerker und Zwerchhaus, im reduziert historisierenden Stil, bezeichnet „1911“ | D-5-71-193-952           | weitere Bilder |
| Erlbacher Straße 5 (Standort)                     | Zuschauertribüne                                                              | Verbretterter Holzbau mit Sockelgeschoss und ansteigenden Zuschauerreihen unter flachem Pultdach, 1932/33 | D-5-71-193-968           | weitere Bilder |
| Erlbacher Straße 14 (Standort)                    | Wohnstallhaus                                                                 | eingeschossiger, giebelständiger und verputzter Massivbau mit Satteldach und hohem Fundament, straßenseitiger Giebel, rückwärtiger Stall und westlich angebauter Kleintierstall, Fachwerk, 1876/77. Scheune, eingeschossiger Ziegelsteinbau mit Mansarddach, gleichzeitig | D-5-71-193-977           | weitere Bilder |
| Erlbacher Straße 102 (Standort)                   | Bildstock, sogenanntes Brunnenmarterl                                         | Kurzer gedrungener Pfeiler mit Bildnische, Kalkstein, bezeichnet mit „1599“ | D-5-71-193-88            | weitere Bilder |
| Erlbacher Straße 102 (Standort)                   | Ehemaliger reichsstädtischer Fischteich                                       | West- und Südseite von hohen Sandsteinquadermauern eingefasst, angelegt um 1600 | D-5-71-193-955           | weitere Bilder |
| Erlbacher Straße 102 (Standort)                   | Fischwinterung                                                                | In die Erde eingetieftes, aus Sandsteinquadern gemauertes Wasserbecken mit flachem Tonnengewölbe, bezeichnet mit „1599“ | D-5-71-193-954           | weitere Bilder |
| Friedhofweg 1, Ansbacher Straße 6 (Standort)      | Friedhof                                                                      | Verlegung vor die Stadt 1562, alter Teil mit Grabsteinen von bedeutenden Rothenburger Familien und namhaften Künstlern, 16.–19. Jahrhundert, Erweiterung zweite Hälfte 19. Jahrhundert | D-5-71-193-46            | weitere Bilder |
| Friedhofweg 1, Ansbacher Straße 6 (Standort)      | Friedhofskapelle                                                              | Einschiffiger Quaderbau mit steilem Satteldach, Dachreiter und dreiseitigem Chorschluss, 1562, Erneuerungen um 1650 und 1880; mit Ausstattung | D-5-71-193-46 zugehörig  | weitere Bilder |
| Friedhofweg 1, Ansbacher Straße 6 (Standort)      | Friedhofsmauer                                                                | Mit rundbogigem Eingangsportal, Bruchstein, bezeichnet „1795“, erweitert zweite Hälfte 19. Jahrhundert | D-5-71-193-46 zugehörig  | weitere Bilder |
| Friedhofweg 1, Ansbacher Straße 6 (Standort)      | Leichenhaus, ehemalige Schießstätte                                           | Querrechteckiger Putzbau mit flachem Walmdach und Portikus, im klassizistischen Stil, 1842 | D-5-71-193-46 zugehörig  | weitere Bilder |
| Friedhofweg 1, Ansbacher Straße 6 (Standort)      | Ehemaliges Wohnhaus des Friedhofwärters                                       | Erdgeschossiger verputzter Walmdachbau auf hohem Kellergeschoss mit flachem Risalit, Gauben und Kolonnade, durch gebogenen Gang mit Leichenhaus verbunden, im klassizistischen Stil, zweite Hälfte 19. Jahrhundert | D-5-71-193-46 zugehörig  | weitere Bilder |
| Friedhofweg 1, Ansbacher Straße 6 (Standort)      | Pavillon, ehemals zur Schießstätte gehörig                                    | Sechsseitig mit Säulen und Glockendach sowie Wandbrunnen, 1842 | D-5-71-193-46 zugehörig  | weitere Bilder |
| Hornburgweg 26 (Standort)                         | Luitpoldschule                                                                | Dreigeschossiger Dreiflügelbau auf hohem rustiziertem Kellergeschoss, mit Halbwalmdach, und Uhrengaube, im historisierenden Stil, 1901/02 | D-5-71-193-229           | weitere Bilder |
| Hornburgweg 26 (Standort)                         | Ehemaliges Gartenhaus                                                         | Verputzter erdgeschossiger Quaderbau mit Walmdach, 18. Jahrhundert | D-5-71-193-229 zugehörig | weitere Bilder |
| Hornburgweg 28 (Standort)                         | Wohnhaus, sogenannte Villa Jessl                                              | Zweigeschossiger Gruppenbau mit Fachwerk-Obergeschoss, Treppenturm, steilem Satteldach und Walmdächern, im historisierenden Jugendstil, 1903 | D-5-71-193-230           | weitere Bilder |
| Hornburgweg 28 (Standort)                         | Einfriedung                                                                   | Neubarocke Massivpfeiler mit eingespanntem schmiedeeisernem Zaun, gleichzeitig | D-5-71-193-230 zugehörig | weitere Bilder |
| Jahnstraße 1 (Standort)                           | Villa                                                                         | Zweigeschossiger kubischer Walmdachbau mit Klinkergliederungen, von Gustav Siegel, 1928/29 | D-5-71-193-746           | weitere Bilder |
| Johannitergasse 16 (Standort)                     | Gartenvilla                                                                   | Zweigeschossiger Putzbau mit beschnitzten Fachwerkgiebeln, Satteldach mit Wiederkehr, hölzernen Veranden und Loggien, 1897/99 | D-5-71-193-232           | weitere Bilder |
| Köhlerstraße 8 (Standort)                         | Wohnhaus mit Werkstatt                                                        | Zweigeschossiger, verputzter Massivbau mit Mansarddach, stehenden Gauben mit Dreiecksgiebeln sowie Lisenen- und Gesimsgliederung, 1898; für den Großuhrmachermeister Friedrich Holzöder | D-5-71-193-951           | weitere Bilder |
| Lehmgrube (Standort)                              | Ehemaliger Israelitischer Friedhof, jetzt Gedenkfriedhof                      | Von massiver Einfriedung eingefasstes Gräberfeld mit Grabsteinen, angelegt 1899, wiederhergestellt nach 1945 | D-5-71-193-749           | weitere Bilder |
| Nördlinger Straße (Standort)                      | Zollsäule                                                                     | Obelisk auf hohem Podest mit Bekrönung, Kalksandstein, bezeichnet „1728“ | D-5-71-193-115           | weitere Bilder |
| Nördlinger Straße 12 (Standort)                   | Villa, sogenannte Eckartsvilla                                                | Zweigeschossiger Putzbau mit einseitigem Walmdach, Terrasse, Balkon und Eckerker, im neugotischen Stil, um 1900 | D-5-71-193-435           | weitere Bilder |
| Nördlinger Straße 12 (Standort)                   | Stützmauern                                                                   | Mit Treppenanlage am Taubertalhang, gleichzeitig | D-5-71-193-435 zugehörig | BW             |
| Nördlinger Straße 12 (Standort)                   | Ehemaliges Waschhaus                                                          | Eingeschossiger Walmdachbau, wohl gleichzeitig | D-5-71-193-435 zugehörig | BW             |
| Pfürdtstraße 2 (Standort)                         | Wohnhaus                                                                      | Dreigeschossiger Eckbau mit steilem Satteldach, zweitem Fachwerk-Obergeschoss und Erkern, im historisierenden Heimatstil, 1905 | D-5-71-193-476           | weitere Bilder |
| Nähe Philosophenweg (Standort)                    | Gartenhaus                                                                    | Kleiner erdgeschossiger Quaderbau mit Zeltdach, 18. Jahrhundert | D-5-71-193-156           | weitere Bilder |
| Schlachthofstraße 37 b (Standort)                 | Ehemaliger städtischer Schlachthof, Hauptgebäude                              | Historisierende Anlage mit zentralem Kühlhaus und drei eingeschossigen Seitenflügeln, jeweils mit Halbwalmdach, von Söllner, 1903–1904 | D-5-71-193-784           | weitere Bilder |
| Schlachthofstraße 37 a (Standort)                 | Ehemaliger städtischer Schlachthof, Verwaltungsgebäude                        | Eingeschossiger historisierender Walmdachbau, Eckturm mit Pyramidendach und Zwerchhaus in Fachwerk, gleichzeitig | D-5-71-193-784 zugehörig | weitere Bilder |
| Schlachthofstraße 37 a (Standort)                 | Ehemaliger städtischer Schlachthof, Nebengebäude, ehemalige Freibank          | Eingeschossiger Massivbau mit Schopfwalmdach, Giebel und Zwerchhaus in Fachwerk, gleichzeitig | D-5-71-193-784 zugehörig | weitere Bilder |
| St.-Leonhard-Straße 34 (Standort)                 | Evangelisch-lutherische Kirche Sankt Leonhard                                 | Saalkirche mit eingezogenem Chor, um 1384, Sakristei und Siechenkapelle, 15. Jahrhundert, Veränderungen 16.–19. Jahrhundert; mit Ausstattung | D-5-71-193-524           | weitere Bilder |
| St.-Leonhard-Straße 34 (Standort)                 | Friedhof                                                                      | Ummauerung mit Portal um 1600 Grabsteine | D-5-71-193-524 zugehörig | weitere Bilder |
| Topplerweg 7 (Standort)                           | Ehemalige Villa                                                               | Zweigeschossiger Traufseitbau mit steilem Satteldach, Treppengiebel und Mittelrisalit, im Stil der Neurenaissance, um 1900 | D-5-71-193-625           | weitere Bilder |
| Topplerweg 7 (Standort)                           | Einfriedung                                                                   | Massive Pfeiler mit schmiedeeisernem Zaun, gleichzeitig | D-5-71-193-625 zugehörig | weitere Bilder |
| Topplerweg 9 (Standort)                           | Ehemalige Gartenvilla                                                         | Zweigeschossiger Putzbau mit Mansardwalmdach, Ecktürmchen und flachem Mittelrisalit, im neubarocken Stil, um 1900 | D-5-71-193-626           | weitere Bilder |
| Topplerweg 9 (Standort)                           | Einfriedung                                                                   | Massive Pfeiler mit historisierendem schmiedeeisernem Zaun, gleichzeitig | D-5-71-193-626 zugehörig | weitere Bilder |
| Topplerweg 15 (Standort)                          | Schulgebäude, sogenannte Heinrich-Toppler-Schule                              | Zweigeschossiger Einflügelbau auf hohem Kellergeschoss mit Mansardwalmdach, Risalit und Treppenturm, im neubarocken Stil von Heinrich Söllner, 1913/14 | D-5-71-193-627           | weitere Bilder |
| Topplerweg 16 (Standort)                          | Wohnhaus                                                                      | Zweigeschossiger, traufseitiger Sichtziegelsteinbau mit Satteldach, Mittelrisalit mit flachem Dreiecksgiebel, Ecklisenen und Gesimsgliederung aus Sandstein, um 1900 | D-5-71-193-953           | BW             |
| Vorm Würzburger Tor (Standort)                    | Steinerner Ziehbrunnen                                                        | Brunnenbecken und Pfeiler spätgotisch mit Renaissance-Querbalken und Aufsätzen; nach Verlegung in den Klosterhof in den 1970er Jahren ab den 1990er Jahren wieder am ursprünglichen Ort Vorm Würzburger Tor | D-5-71-193-366           | weitere Bilder |
| Würzburger Straße 46 (Standort)                   | Ehemaliges Israelitisches Leichenhaus                                         | Erdgeschossiger Ziegelsteinbau mit Walmdach, von Stellwag, 1899 | D-5-71-193-748           | weitere Bilder |
| Würzburger Straße 46 (Standort)                   | Einfriedung                                                                   | Massive Mauer aus Backstein, gleichzeitig | D-5-71-193-748 zugehörig | weitere Bilder |

### Bettenfeld
| Lage                                      | Objekt                                                          | Beschreibung | Akten-Nr.                | Bild           |
| ----------------------------------------- | --------------------------------------------------------------- | --- | ------------------------ | -------------- |
| Bettenfeld 12 (Standort)                  | Gasthaus zum Rappen                                             | Zweigeschossiger unverputzter Geschossbau mit Krüppelwalmdach, 1791, angebautes Kellerhaus nach 1828 | D-5-71-193-693           | weitere Bilder |
| Bettenfeld 23 (Standort)                  | Ehemaliger Pfarrhof, Pfarrhaus                                  | Zweigeschossiger verputzter Massivbau mit Walmdach, im Kern spätmittelalterlich, bezeichnet „1582“ | D-5-71-193-692           | weitere Bilder |
| Bettenfeld 23 (Standort)                  | Ehemaliger Pfarrhof, Nebengebäude                               | Kleiner verputzter Quaderbau mit Pyramidendach, zweite Hälfte 19. Jahrhundert | D-5-71-193-692 zugehörig | weitere Bilder |
| Bettenfeld 23 (Standort)                  | Ehemaliger Pfarrhof, ehemalige Scheune, jetzt Leichenhalle      | Eingeschossiger Bruchstein- und Fachwerkbau mit Halbwalmdach, zweite Hälfte 16. Jahrhundert | D-5-71-193-692 zugehörig | weitere Bilder |
| Bettenfeld 24, Bettenfeld 31 (Standort)   | Evangelisch-lutherische Pfarrkirche St. Wendel und Heilig Kreuz | Gotische Chorturmkirche mit Spitzhelm und angefügtem Langhaus, zweite Hälfte 13. Jahrhundert, durchgreifende Erneuerung 1581, 1612 und 18. Jahrhundert; mit Ausstattung | D-5-71-193-691           | weitere Bilder |
| Bettenfeld 31 (Standort)                  | Friedhofsmauer                                                  | Bruchstein, im Kern mittelalterlich | D-5-71-193-691 zugehörig | weitere Bilder |
| In Bettenfeld ()                          | Flachsbrechanlage                                               | Dörrhaus, eingeschossiger, unverputzter Steinquaderbau mit Satteldach, um 1800; Schürhaus, eingeschossiger, unverputzter Bruchsteinbau mit Satteldach, gleichzeitig; mit dem Dörrhaus durch einen Rauchkanal verbunden; Brechhaus, zugleich Schafstall und Scheune, eingeschossiger, unverputzter Steinquaderbau mit Walmdach und Walmdachzwerchhaus, Mitte 19. Jahrhundert | D-5-71-193-958           |                |
| In Bettenfeld ()                          | Kriegerdenkmal für die Gefallenen des Ersten Weltkriegs         | Säulenstumpf mit querliegendem Rechteckstein, darauf reliefierter Obelisk, Muschelkalk, Entwurf Hans Philipp jun., Ausführung Wilhelm Riedel, 1920/21 | D-5-71-193-957           |                |
| Kreisstraße AN 6, Schandtauber (Standort) | Brücke über den Bach                                            | Zweibogiger Quaderbau, 18. Jahrhundert | D-5-71-193-694           | weitere Bilder |

### Burgstall
| Lage                                                                             | Objekt                                | Beschreibung | Akten-Nr.                | Bild           |
| -------------------------------------------------------------------------------- | ------------------------------------- | --- | ------------------------ | -------------- |
| Von Bettenfeld nach Rothenburg; nördlich am Kirchweg nach Leuzenbronn (Standort) | Bildstock                             | Schmale Säule mit halbrunder Ädikula und Eselsrücken, Muschelkalk, 15./16. Jahrhundert | D-5-71-193-697           | weitere Bilder |
| Burgstall (Standort)                                                             | Gutshof                               | Um einen Hof gruppierte Anlage am Abhang zum Schandtaubertal | D-5-71-193-696           | weitere Bilder |
| Burgstall 1 (Standort)                                                           | Gutshof, Gutshaus                     | Zweiflügeliger Satteldachbau auf hohem Untergeschoss und verputztem Fachwerk-Obergeschoss, Westflügel zweite Hälfte 16. Jahrhundert mit älterem Kern, nördlich angefügtes Herrenhaus mit Fassade zum Hof Neubau bezeichnet „1858“ | D-5-71-193-696 zugehörig | weitere Bilder |
| Burgstall (Standort)                                                             | Gutshof, ehemaliges Wohnstallhaus     | Zweigeschossiger Quaderbau mit steilem Satteldach, 1852 | D-5-71-193-696 zugehörig | weitere Bilder |
| Burgstall (Standort)                                                             | Gutshof, Stallscheune                 | Großer zweigeschossiger Bruchsteinbau mit Satteldach, Mitte 19. Jahrhundert | D-5-71-193-696 zugehörig | weitere Bilder |
| Burgstall (Standort)                                                             | Gutshof, Stallscheune                 | Zweigeschossiger Bruchsteinbau mit Satteldach, 18. Jahrhundert | D-5-71-193-696 zugehörig | BW             |
| Burgstall (Standort)                                                             | Gutshof, Stallscheune                 | Erdgeschossiger Bruchsteinbau mit großem und tief heruntergezogenem Halbwalmdach, Mitte 19. Jahrhundert | D-5-71-193-696 zugehörig | weitere Bilder |
| Burgstall (Standort)                                                             | Gutshof, ehemaliges Wohnstallhaus     | Erdgeschossiger verputzter Massivbau mit steilem Satteldach und Rundbogenportal, 18. Jahrhundert | D-5-71-193-696 zugehörig | weitere Bilder |
| Burgstall (Standort)                                                             | Gutshof, Stallscheune                 | Erdgeschossiger Bruchsteinbau mit Krüppelwalmdach, Mitte 19. Jahrhundert | D-5-71-193-696 zugehörig | weitere Bilder |
| Burgstall (Standort)                                                             | Gutshof, Scheune                      | Eingeschossiger Quaderbau mit steilem Satteldach, bezeichnet „1851“ | D-5-71-193-696 zugehörig | BW             |
| Burgstall (Standort)                                                             | Gutshof, Wohnhaus                     | Kleiner massiver Putzbau mit Halbwalmdach, 18. Jahrhundert | D-5-71-193-696 zugehörig | BW             |
| Burgstall (Standort)                                                             | Gutshof, Gartenmauer und Substruktion | Bruchstein und Werkstein, 18. Jahrhundert, im Kern älter | D-5-71-193-696 zugehörig | BW             |
| Burgstall (Standort)                                                             | Gutshof, Gutshofgarten                | Buchseinfassungen und Gartensalettl in Holzkonstruktion, zweite Hälfte 19. Jahrhundert | D-5-71-193-696 zugehörig | BW             |

### Detwang
| Lage                   | Objekt                                                                       | Beschreibung | Akten-Nr.                | Bild           |
| ---------------------- | ---------------------------------------------------------------------------- | --- | ------------------------ | -------------- |
| Detwang 1 a (Standort) | Gerichtsstein, sogenannter Zentstein                                         | Muschelkalk, nachmittelalterlich | D-5-71-193-708           | weitere Bilder |
| Detwang 1 a (Standort) | Ehemalige Mühle, sogenannte Pulvermühle                                      | Zweigeschossiger Putzbau mit abknickendem Satteldach und Zwerchhaus, wohl Fachwerk-Obergeschoss, im Kern wohl 16. Jahrhundert, nach Brand 1705 erneuert                                                  | D-5-71-193-698           | weitere Bilder |
| Detwang 21 (Standort)  | Gasthof Schwarzes Lamm                                                       | Zweigeschossiger Putzbau mit hohem Mansardwalmdach und Steinportal, bezeichnet „1804“, historisierender Umbau bezeichnet „1926“, schmaler Anbau mit Fachwerk-Obergeschoss und Satteldach 17. Jahrhundert | D-5-71-193-699           | weitere Bilder |
| Detwang 22 (Standort)  | Ehemaliges Patrizierhaus                                                     | Dreigeschossiger massiver Giebelbau mit vorkragenden Geschossen, steilem Satteldach, Kranausleger und reich profilierten Fenstern und Portalen, 16. Jahrhundert                                          | D-5-71-193-700           | weitere Bilder |
| Detwang 24 (Standort)  | Ehemalige Schule                                                             | Zweigeschossiger verputzter Fachwerkbau mit Mansardwalmdach, 18. Jahrhundert | D-5-71-193-701           | weitere Bilder |
| Detwang 29 (Standort)  | Ehemaliger Herrensitz, wohl der Herren von Nortenberg, sogenanntes Schlössle | Dreigeschossiger turmartiger Bau mit vorkragenden verputzten Fachwerk-Obergeschossen und Krüppelwalmdach, dendrochronologisch datiert 1460, im Kern vor 1400                                             | D-5-71-193-702           | weitere Bilder |
| Detwang 29 (Standort)  | Zweigeschossiger Anbau                                                       | Wohl 15. Jahrhundert, Umbau bezeichnet „1833“ | D-5-71-193-702 zugehörig | weitere Bilder |
| Detwang 29 (Standort)  | Einfriedung                                                                  | Abschnitt der Bruchsteinmauer mit Durchlass, mittelalterlich | D-5-71-193-702 zugehörig | weitere Bilder |
| Detwang 30 (Standort)  | Ehemalige Wassermühle, sogenannte Dorfmühle                                  | Zweigeschossiger Quadersteinbau mit steilem Satteldach und vorkragenden Fachwerk-Giebelgeschossen, im Kern 1573, Anbau Querhaus 1899                                                                     | D-5-71-193-703           | weitere Bilder |
| Detwang 30 (Standort)  | Ehemaliges Klostergebäude                                                    | Zweigeschossiger Steildachbau mit Fachwerk-Obergeschoss, im Kern mittelalterlich, Obergeschoss um 1600                                                                                                   | D-5-71-193-703           | weitere Bilder |
| Detwang 30 (Standort)  | Scheune                                                                      | Breiter Bruchsteinbau mit Krüppelwalmdach, zweite Hälfte 19. Jahrhundert | D-5-71-193-703           | weitere Bilder |
| Detwang 30 (Standort)  | Ehemaliger Pferdestall                                                       | Erdgeschossiger Backsteinbau mit steilem Satteldach, bezeichnet „1900“ | D-5-71-193-703           | weitere Bilder |
| Detwang 31 (Standort)  | Evangelisch-lutherische Pfarrkirche St. Peter und Paul                       | Romanischer Saalbau mit Chorturm, Satteldach und Pyramidendach, im Kern 11./12. Jahrhundert, angefügte Totenkapelle 1330/40, Umbau und gotische Sakristei 15. Jahrhundert; mit Ausstattung               | D-5-71-193-704           | weitere Bilder |
| Detwang 31 (Standort)  | Friedhoftor                                                                  | Querrechteckiger romanischer Torbau mit Rundbogenportal, 11./12. Jahrhundert, Obergeschoss 16./17. Jahrhundert, Walmdach 18. Jahrhundert                                                                 | D-5-71-193-704           | weitere Bilder |
| Detwang 31 (Standort)  | Friedhofsmauer                                                               | Hausteinquader, mittelalterlich | D-5-71-193-704           | weitere Bilder |
| Detwang 32 (Standort)  | Wohnhaus                                                                     | Zweigeschossiger Putzbau mit Walmdach, Rundbogenportal und profilierten Fensterleibungen, bezeichnet „1531“, Umbau 1939                                                                                  | D-5-71-193-705           | weitere Bilder |
| Detwang 33 (Standort)  | Ehemalige Schmiede                                                           | Schmaler zweigeschossiger Putzbau mit steilem Satteldach, verputzt, bezeichnet „1850“ | D-5-71-193-706           | weitere Bilder |
| Detwang 33 (Standort)  | Fahrbrücke über die Tauber                                                   | Zweibogige Steinbrücke, bezeichnet „1603“, erneuert nach Kriegszerstörung 1945 | D-5-71-193-707           | weitere Bilder |

### Dürrenhof
| Lage                   | Objekt          | Beschreibung | Akten-Nr.                | Bild            |
| ---------------------- | --------------- | --- | ------------------------ | --------------- |
| Dürrenhof 4 (Standort) | Landschlösschen | Kleiner zweigeschossiger Putzbau mit Mansardwalmdach, im spätbarocken Stil, bezeichnet „1755“                            | D-5-71-193-709           | Landschlösschen |
| Dürrenhof 4 (Standort) | Scheune         | Erdgeschossiger Bruchsteinbau mit steilem Satteldach, im Kern 16. Jahrhundert, renoviert 1762, kleinerer Anbau nach 1826 | D-5-71-193-709 zugehörig | BW              |

### Haltenmühle
| Lage                      | Objekt                                                                 | Beschreibung | Akten-Nr.                | Bild           |
| ------------------------- | ---------------------------------------------------------------------- | --- | ------------------------ | -------------- |
| Taubertalweg 6 (Standort) | Ehemalige Wassermühle, sogenannte Haltenmühle, Wohn- und Mühlengebäude | Zweigeschossiger Steildachbau mit Krüppelwalm und Fachwerk-Obergeschoss sowie verzierten Holzportalen, bezeichnet „1689“ | D-5-71-193-601           | weitere Bilder |
| Taubertalweg 6 (Standort) | Scheune                                                                | Erdgeschossiger Quaderbau mit Fachwerk-Giebel und Mansarddach mit Krüppelwalm, 17. Jahrhundert                           | D-5-71-193-601 zugehörig | weitere Bilder |

### Hammerschmiede
| Lage                        | Objekt                                                            | Beschreibung | Akten-Nr.                | Bild |
| --------------------------- | ----------------------------------------------------------------- | --- | ------------------------ | ---- |
| Hammerschmiede 1 (Standort) | Ehemalige Wassermühle und Hammerschmiede                          | | D-5-71-193-525           | BW   |
| Hammerschmiede 2 (Standort) | Ehemalige Wassermühle und Hammerschmiede, Wohn- und Mühlengebäude | Zweigeschossiger Putzbau mit steilem Satteldach, Rundbogenportalen und Fachwerk-Obergeschoss sowie -Giebel, zweite Hälfte 16. Jahrhundert; mit technischer Ausstattung | D-5-71-193-525 zugehörig | BW   |
| Hammerschmiede 2 (Standort) | Nebengebäude                                                      | Erdgeschossiger massiver Anbau mit Fachwerk-Giebel und steilem Satteldach, 18. Jahrhundert                                                                             | D-5-71-193-525 zugehörig | BW   |
| Hammerschmiede (Standort)   | Scheune                                                           | Eingeschossiger Fachwerkbau mit Halbwalmdach, 18. Jahrhundert | D-5-71-193-525 zugehörig | BW   |
| Hammerschmiede (Standort)   | Schaufelrad                                                       | Holz, 19. Jahrhundert | D-5-71-193-525 zugehörig | BW   |

### Hemmendorf
| Lage                    | Objekt                                           | Beschreibung | Akten-Nr.                | Bild |
| ----------------------- | ------------------------------------------------ | --- | ------------------------ | ---- |
| Hemmendorf 7 (Standort) | Ehemaliges Wohnstallhaus, jetzt Doppelbauernhaus | Erdgeschossiger Massivbau mit flachem Satteldach und zwei zweigeschossigen Querhäusern mit Fachwerk-Obergeschoss, bezeichnet „1788“ | D-5-71-193-715           | BW   |
| Hemmendorf 7 (Standort) | Scheune                                          | Eingeschossiger Bruchsteinbau mit Eckquader und steilem Satteldach, im Kern 16. Jahrhundert                                         | D-5-71-193-715 zugehörig | BW   |
| Hemmendorf 7 (Standort) | Scheune                                          | Erdgeschossiger Massivbau aus Bruchstein und Buckelquader mit steilem Satteldach, zweite Hälfte 19. Jahrhundert                     | D-5-71-193-715 zugehörig | BW   |

### Hohbach
| Lage                 | Objekt                     | Beschreibung | Akten-Nr.                | Bild                       |
| -------------------- | -------------------------- | --- | ------------------------ | -------------------------- |
| Hohbach 1 (Standort) | Gutshof Hohbach, Gutshaus  | Schlossähnlicher zweigeschossiger Barockbau mit Mansardwalmdach und Zwerchhaus, Putz- und Sandsteingliederung, zweite Hälfte 18. Jahrhundert                        | D-5-71-193-717           | Gutshof Hohbach, Gutshaus  |
| Hohbach 1 (Standort) | Gutshof Hohbach, Wohnhaus  | Erdgeschossiger verputzter Massivbau mit pyramidenförmigem Mansardwalmdach, im Kern 16. Jahrhundert, verändert 18. Jahrhundert                                      | D-5-71-193-717 zugehörig | BW                         |
| Hohbach 1 (Standort) | Gutshof Hohbach, Scheune   | Erdgeschossiger Bruchsteinbau mit Mansarddach und Fachwerk-Giebelseite, im Kern 16. /17. Jahrhundert, verändert 18. Jahrhundert, Anbau mit Walmdach 19. Jahrhundert | D-5-71-193-717 zugehörig | BW                         |
| Hohbach 1 (Standort) | Gutshof Hohbach, Gartentor | | D-5-71-193-717 zugehörig | Gutshof Hohbach, Gartentor |

### Hollermühle
| Lage              | Objekt                          | Beschreibung                             | Akten-Nr.      | Bild |
| ----------------- | ------------------------------- | ---------------------------------------- | -------------- | ---- |
| Brücke (Standort) | Wegbrücke über die Schandtauber | Einbogige Steinbrücke, bezeichnet „1845“ | D-5-71-193-718 | BW   |

### Langenmühle
| Lage                           | Objekt                                            | Beschreibung | Akten-Nr.               | Bild           |
| ------------------------------ | ------------------------------------------------- | --- | ----------------------- | -------------- |
| Creglinger Straße 1 (Standort) | Langenmühle, Wassermühle, Wohn- und Mühlengebäude | Wohn- und Mühlengebäude, zweigeschossiger Massivbau mit steilem Satteldach und verputztem Fachwerkgiebel, dendrochronologisch datiert auf 1563 | D-5-71-193-81           | weitere Bilder |
| Creglinger Straße 1 (Standort) | Langenmühle, Scheune                              | Erdgeschossiger Quaderbau mit Mansarddach und Querhaus mit Satteldach, bezeichnet mit „1875“                                                   | D-5-71-193-81 zugehörig | weitere Bilder |

### Leuzenbronn
| Lage                      | Objekt                                          | Beschreibung | Akten-Nr.                | Bild           |
| ------------------------- | ----------------------------------------------- | --- | ------------------------ | -------------- |
| Leuzenbronn 7 (Standort)  | Wohnteil des ehemaligen Wohnstallhauses         | Zweigeschossiger Fachwerkbau mit steilem Satteldach, 18./19. Jahrhundert | D-5-71-193-722           | weitere Bilder |
| Leuzenbronn 8 (Standort)  | Wohnhaus                                        | Zweigeschossiger massiver Putzbau mit Walmdach, zweite Hälfte 19. Jahrhundert | D-5-71-193-723           | weitere Bilder |
| Leuzenbronn 9 (Standort)  | Ehemaliges Wohnstallhaus                        | Zweigeschossiger Eckbau mit Krüppelwalmdach und Fachwerk-Obergeschoss sowie vorkragenden -Giebelgeschossen, im Kern um 1600, verändert 19. Jahrhundert                                                                                              | D-5-71-193-724           | weitere Bilder |
| Leuzenbronn 20 (Standort) | Ehemaliges Pfarrhaus des Pfarrhofs              | Zweigeschossiger Massivbau mit teils abgewalmtem steilem Satteldach und vorkragenden Fachwerk-Giebelgeschossen, 1689, im Inneren modernisiert | D-5-71-193-725           | weitere Bilder |
| Leuzenbronn 28 (Standort) | Evangelisch-lutherische Pfarrkirche St. Andreas | Ehemalige kleine Chorturmanlage des 11./12. Jahrhunderts über Mauerresten des 9. Jahrhunderts, Neubau des gerade schließenden Chores Mitte 13. Jahrhundert, Nordturm mit Spitzhelm Anfang 14. Jahrhundert, Langhaus um 1720 erhöht; mit Ausstattung | D-5-71-193-720           | weitere Bilder |
| Leuzenbronn 28 (Standort) | Friedhofsmauer                                  | Bruchstein, 18. Jahrhundert | D-5-71-193-720 zugehörig | weitere Bilder |
| Leuzenbronn 33 (Standort) | Ehemalige Schule                                | Zweigeschossiger kubischer Putzbau mit Walmdach, im neubarocken Stil, 1913 | D-5-71-193-726           | BW             |
| Leuzenbronn 56 (Standort) | Ehemaliges Flachsbrechhaus                      | Erdgeschossiger langgestreckter Bruchsteinbau mit Satteldach, 18./19. Jahrhundert | D-5-71-193-727           | BW             |

### Mittelmühle
| Lage                                 | Objekt                                        | Beschreibung | Akten-Nr.                | Bild |
| ------------------------------------ | --------------------------------------------- | --- | ------------------------ | ---- |
| Mittelfeld, Bettenfeld 27 (Standort) | Ehemalige Wassermühle, sogenannte Mittelmühle | Eingeschossiger Bruchsteinbau mit steilem Satteldach, 1622                                                                            | D-5-71-193-730           | BW   |
| Mittelfeld, Bettenfeld 27 (Standort) | Scheune                                       | Hoher eingeschossiger Fachwerkbau mit steilem Satteldach, 17. Jahrhundert, südlicher Teil erneuert zweite Hälfte 19. Jahrhundert      | D-5-71-193-730 zugehörig | BW   |
| Bettenfeld 27, Mittelfeld (Standort) | Nebengebäude                                  | Rest eines zweigeschossigen Bruchsteinbaus mit steilem Satteldach und Rundbogenportal, im Kern 17. Jahrhundert, verkleinert nach 1826 | D-5-71-193-730 zugehörig | BW   |
| Schandtauber (Standort)              | Wegbrücke                                     | Einbogige Quader- und Bruchsteinbrücke, 17./18. Jahrhundert, mit Bachbefestigung                                                      | D-5-71-193-730 zugehörig | BW   |

### Obermühle
| Lage                     | Objekt                                      | Beschreibung | Akten-Nr.                | Bild |
| ------------------------ | ------------------------------------------- | --- | ------------------------ | ---- |
| Bettenfeld 25 (Standort) | Ehemalige Wassermühle, sogenannte Obermühle | Eingeschossiger Massivbau mit Putzgliederung und Mansarddach mit Halbwalm, mit Mühlrad und Mühlstein, bezeichnet „1820“, im Kern älter | D-5-71-193-731           | BW   |
| Bettenfeld 25 (Standort) | Scheune                                     | In den Hang gebauter Fachwerkbau mit steilem Satteldach, 16. Jahrhundert                                                               | D-5-71-193-731 zugehörig | BW   |

### Sankt Leonhard
| Lage                                | Objekt                                                     | Beschreibung | Akten-Nr.                | Bild           |
| ----------------------------------- | ---------------------------------------------------------- | --- | ------------------------ | -------------- |
| Gebsattler Straße 9 (Standort)      | Ehemalige Wassermühle, sogenannte Siechenmühle, Müllerhaus | Zweigeschossig mit steilem, teilweise abgewalmtem Satteldach und Fachwerk-Obergeschoss, 16./17. Jahrhundert | D-5-71-193-113           | weitere Bilder |
| Gebsattler Straße 9 (Standort)      | Wohnstallhaus                                              | Zweigeschossiger Quaderbau mit Krüppelwalmdach, 1904 | D-5-71-193-113 zugehörig | weitere Bilder |
| Gebsattler Straße 9 (Standort)      | Scheune                                                    | Erdgeschossiger Backsteinbau mit tief heruntergezogenem Satteldach, 19. Jahrhundert | D-5-71-193-113 zugehörig | weitere Bilder |
| Gebsattler Straße 10 (Standort)     | Gasthof Reichsapfel                                        | Zweigeschossiger verputzter Massivbau mit Mansarddach mit Halbwalm, 18. Jahrhundert, mit älterem Kern | D-5-71-193-114           | weitere Bilder |
| Sankt-Leonhard-Straße 24 (Standort) | Vierseithof, Wohnstallhaus                                 | Zweigeschossiger Fachwerkbau mit Steildach und massivem Hausteingiebel, bezeichnet „1749“, im Kern 16. Jahrhundert                                                                                               | D-5-71-193-521           | BW             |
| Sankt-Leonhard-Straße 24 (Standort) | Vierseithof, Scheune                                       | Erdgeschossiger Hausteinbau mit steilem Satteldach, zweite Hälfte 19. Jahrhundert | D-5-71-193-521 zugehörig | weitere Bilder |
| Sankt-Leonhard-Straße 24 (Standort) | Vierseithof, Remise                                        | Erdgeschossiger geschlämmter Backsteinbau mit steilem Satteldach, 18. Jahrhundert | D-5-71-193-521 zugehörig | weitere Bilder |
| Sankt-Leonhard-Straße 24 (Standort) | Vierseithof, ehemaliges Stallgebäude mit Remise            | Erdgeschossiger Hausteinbau mit Satteldach und angefügtem Fachwerkbau, 18./19. Jahrhundert | D-5-71-193-521 zugehörig | weitere Bilder |
| Sankt-Leonhard-Straße 32 (Standort) | Ehemaliges Siech- und Leprosenhaus                         | Zweigeschossiger langgestreckter Putzbau mit steilem Satteldach und Dachreiter, Wiederaufbau bezeichnet „1690“, zweite Hälfte 19. Jahrhundert erweitert                                                          | D-5-71-193-523           | weitere Bilder |
| Sankt-Leonhard-Straße 32 (Standort) | Wohnhaus                                                   | Zweigeschossiger Steildachbau mit stark vorkragendem verputztem Fachwerk-Obergeschoss und Rundbogenportal, 15./16. Jahrhundert                                                                                   | D-5-71-193-522           | weitere Bilder |
| Sankt-Leonhard-Straße 34 (Standort) | Ev. Kirche St. Leonhard                                    | Gotischer Saalbau mit eingezogenem Rechteckchor und Dachreiter mit Spitzhelm, um 1384, Sakristei und Siechenkapelle, 15. Jh.; mit Ausstattung; Friedhofseinfriedung, Bruchsteinmauer mit zwei Portalen, um 1600. | D-5-71-193-524           | weitere Bilder |

### Schandhof
| Lage                 | Objekt                                                 | Beschreibung | Akten-Nr.                | Bild |
| -------------------- | ------------------------------------------------------ | --- | ------------------------ | ---- |
| Schandhof (Standort) | Ehemaliger Gutshof der Hospitalstiftung, Wohnstallhaus | Erdgeschossiger verputzter Massivbau mit steilem Satteldach, 17./18. Jahrhundert                                                                | D-5-71-193-734           | BW   |
| Schandhof (Standort) | Scheune                                                | Kleiner erdgeschossiger Bruchsteinbau mit steilem Satteldach, zweite Hälfte 19. Jahrhundert                                                     | D-5-71-193-734 zugehörig | BW   |
| Schandhof (Standort) | Scheune                                                | Erdgeschossiger Bruchsteinbau mit Fachwerk-Giebel und Krüppelwalmdach, bezeichnet „1721“                                                        | D-5-71-193-734 zugehörig | BW   |
| Schandhof (Standort) | Scheune                                                | Erdgeschossiger Bruchsteinbau mit Krüppelwalmdach, bezeichnet „1720“                                                                            | D-5-71-193-734 zugehörig | BW   |
| Schandhof (Standort) | Stall mit Remise                                       | Erdgeschossiger Bruchsteinbau mit steilem Satteldach, breitem Fachwerk-Zwerchhaus und angefügter Fachwerk-Remise, zweite Hälfte 19. Jahrhundert | D-5-71-193-734 zugehörig | BW   |
| Schandhof (Standort) | Gutshaus, sogenannter Oberer Hof                       | Zweigeschossiger verputzter Massivbau mit Krüppelwalmdach, 1806                                                                                 | D-5-71-193-734 zugehörig | BW   |
| Schandhof (Standort) | Stallscheune                                           | Langgestreckter erdgeschossiger Hausteinbau mit steilem Satteldach, bezeichnet „1845“                                                           | D-5-71-193-734 zugehörig | BW   |

### Schwarzenmühle
| Lage                           | Objekt                               | Beschreibung | Akten-Nr.               | Bild           |
| ------------------------------ | ------------------------------------ | --- | ----------------------- | -------------- |
| Creglinger Straße 3 (Standort) | Wassermühle, Wohn- und Mühlengebäude | Zweigeschossig mit Fachwerk-Giebel und steilem Satteldach, verputzter Massivbau, 16./17. Jahrhundert, Antriebshaus teilweise erneuert | D-5-71-193-83           | weitere Bilder |
| Creglinger Straße 3 (Standort) | Wirtschaftsgebäude                   | Eingeschossiger Anbau aus Quadersteinen mit Satteldach und Traufprofil, bezeichnet „1878“                                             | D-5-71-193-83 zugehörig | BW             |
| Creglinger Straße 3 (Standort) | Ehemaliges Wohnhaus, jetzt Scheune   | Eingeschossiger Massivbau mit steilem Satteldach, tief unterkellert, 1568                                                             | D-5-71-193-83 zugehörig | weitere Bilder |

### Steinbach
| Lage                                           | Objekt          | Beschreibung                                                                                           | Akten-Nr.      | Bild |
| ---------------------------------------------- | --------------- | --- | -------------- | ---- |
| Nähe Weißenmühle; Staatsstraße 2268 (Standort) | Steinbachbrücke | Gewölbte Steinbrücke mit einem flachen Bogen, wohl 18. Jahrhundert, erneuert im frühen 20. Jahrhundert | D-5-71-193-739 | BW   |

### Untere Walkmühle
| Lage                                                                    | Objekt              | Beschreibung                                                                                        | Akten-Nr.      | Bild           |
| ----------------------------------------------------------------------- | ------------------- | --------------------------------------------------------------------------------------------------- | -------------- | -------------- |
| Walnußfeld; an der Diebsteige zwischen Kniebreche und Walnuß (Standort) | Bildstock           | Kurzer Pfeiler mit flacher Bildnische, Muschelkalk, 15./16. Jahrhundert                             | D-5-71-193-689 | weitere Bilder |
| Creglinger Straße 2 (Standort)                                          | Ehemalige Walkmühle | Erdgeschoss mit großen Längsbalken, Walmdach, im Kern 15./16. Jahrhundert, Umbau im 18. Jahrhundert | D-5-71-193-82  | weitere Bilder |

### Weißenmühle
| Lage                           | Objekt                                 | Beschreibung                                                                                              | Akten-Nr.               | Bild           |
| ------------------------------ | -------------------------------------- | --- | ----------------------- | -------------- |
| Creglinger Straße 4 (Standort) | Wassermühle                            | Zweigeschossiger Backsteinbau mit Querhaus und steilem Satteldach, 16./17. Jahrhundert, verändert um 1900 | D-5-71-193-84           | weitere Bilder |
| Creglinger Straße 4 (Standort) | Wohnhaus                               | Zweigeschossiger kleiner Putzbau mit Fachwerk-Obergeschoss und steilem Satteldach, bezeichnet „1559“      | D-5-71-193-84 zugehörig | BW             |
| Creglinger Straße 4 (Standort) | Scheune                                | Erdgeschossiger Hausteinbau mit Mansarddach, 1885                                                         | D-5-71-193-84 zugehörig | weitere Bilder |
| Creglinger Straße 4 (Standort) | Weißenmühle, Überwölbung des Mühlbachs | Wohl noch mittelalterlich                                                                                 | D-5-71-193-84 zugehörig | BW             |

### Keinem Gemeindeteil zugeordnet
| Lage | Objekt                                                                       | Beschreibung | Akten-Nr.      | Bild |
| --- | ---------------------------------------------------------------------------- | --- | -------------- | --- |
| Hohbachtal; Im Feld; Büchelfeld; Heiligenberg; Brunnholz; Afterfeld; Schwarzenbronner Weg; Kreuzäcker; Sandfeld; Hinterfeld; St 1020 (Standort) | Grenzsteine der ehemaligen Grenzlinie der Königreiche Bayern und Württemberg | 38 Rechtecksteine mit flachem Pyramidenabschluss, jeweils bezeichnet, gesetzt um 1810 (teilweise in den Gemeindegebieten von Steinsfeld, Blaufelden, Creglingen und Schrozberg) | D-5-71-193-972 | [[Vorlage:Bilderwunsch/code!/C:49.40141,10.14932!/D:Hohbachtal; Im Feld; Büchelfeld; Heiligenberg; Brunnholz; Afterfeld; Schwarzenbronner Weg; Kreuzäcker; Sandfeld; Hinterfeld; St 1020, Grenzsteine der ehemaligen Grenzlinie der Königreiche Bayern und Württemberg!/\|BW]] |

## Ehemalige Baudenkmäler
In diesem Abschnitt sind Objekte aufgeführt, die früher einmal in der Denkmalliste eingetragen waren, jetzt aber nicht mehr. Objekte, die in anderem Zusammenhang – also z. B. als Teil eines Baudenkmals – weiter eingetragen sind, sollen hier nicht aufgeführt werden. Aktennummern in diesem Abschnitt sind ehemalige, jetzt nicht mehr gültige Aktennummern.

| Lage                                          | Objekt                               | Beschreibung | Akten-Nr.      | Bild                          |
| --------------------------------------------- | ------------------------------------ | --- | -------------- | ----------------------------- |
| Alter Keller 7 (Standort)                     | Kopffragment                         | Aus Sandstein, wohl 19. Jahrhundert | D-5-71-193-146 | weitere Bilder                |
| Bronnengäßchen 1 (Standort)                   | Giebelhaus, Rundbogenportal          | Im Kern 16. Jahrhundert | D-5-71-193-52  | Giebelhaus, Rundbogenportal   |
| Burggasse 11 (Standort)                       | Wappenstein                          | 16./17. Jahrhundert | D-5-71-193-65  | weitere Bilder                |
| Creglinger Straße 2 (Standort)                | Ehemalige Walkmühle, Fachwerkscheune | 18. Jahrhundert | D-5-71-193-82  | weitere Bilder                |
| Erbsengässchen 11 (Standort)                  | Sandsteinspolien                     | 17./18. Jahrhundert | D-5-71-193-87  | BW                            |
| Goldene Ringgasse 3 (Standort)                | Wohnhaus                             | Zweigeschossiger massiver Traufseitbau mit Mansardsatteldach und breitem Zwerchhaus, 18. Jahrhundert                                                    | D-5-71-193-124 | weitere Bilder                |
| Hafengasse 10 (Standort)                      | Wohn- und Geschäftshaus              | Zweigeschossiger Giebelbau mit steilem Satteldach und verputzten Fachwerk-Obergeschossen, im Kern 16. Jahrhundert, Veränderungen 18./19. Jahrhundert    | D-5-71-193-144 | weitere Bilder                |
| Hafengasse 11 (Standort)                      | Wohn- und Geschäftshaus              | Dreigeschossiger verputzter Traufseitbau mit Zwerchhaus und steilem Satteldach, im Kern 15./16. Jahrhundert, verändert um 1900                          | D-5-71-193-145 | Wohn- und Geschäftshaus       |
| Hemmendorf 1 (Standort)                       | Steinscheune                         | Im Kern 16. Jahrhundert | D-5-71-193-714 | BW                            |
| Hirtengasse 9 (Standort)                      | Doppelhaushälfte                     | Zweigeschossiger Traufseitbau mit steilem Satteldach, verputztes Massivhaus, Mitte 19. Jahrhundert                                                      | D-5-71-193-203 | Doppelhaushälfte              |
| Johannitergasse 20 (Standort)                 | Gartenvilla                          | Mit Krüppelwalm und Erker, verschindelt, um 1905 | D-5-71-193-233 | weitere Bilder                |
| Judengasse 1 a (Standort)                     | Hofeinfahrt                          | Mit Fachwerk | D-5-71-193-235 | Hofeinfahrt                   |
| Judengasse 27 (Standort)                      | Traufseitiges Wohnhaus               | Wohl 18. Jahrhundert | D-5-71-193-256 | Traufseitiges Wohnhaus        |
| Kapellenplatz 3 (Standort)                    | Wohnhaus                             | Walmdach, 18./19. Jahrhundert, wiederaufgebaut | D-5-71-193-264 | Wohnhaus                      |
| Kapellenplatz 4 (Standort)                    | Ruine eines Hauses                   | 15./16. Jahrhundert | D-5-71-193-118 | weitere Bilder                |
| Klingengasse 5 (Standort)                     | Rückgebäude                          | Fachwerkobergeschoss, Krüppelwalm, 16. Jahrhundert | D-5-71-193-285 | Rückgebäude                   |
| Klingengasse 14 (Standort)                    | Wohn- und Geschäftshaus              | Zweigeschossiger Eckbau mit steilem Satteldach, verputzt, im Kern 16. Jahrhundert, teilweise modern verändert                                           | D-5-71-193-294 | weitere Bilder                |
| Klingengasse 21 (Standort)                    | Wohnhaus                             | Zweigeschossiger verputzter Traufseitbau mit Satteldach, bezeichnet „1544“                                                                              | D-5-71-193-301 | weitere Bilder                |
| Klingengasse 34 (Standort)                    | Wohnhaus                             | Zweigeschossiger verputzter Giebelbau mit steilem Satteldach und Fachwerk-Obergeschoss, im Kern 16. Jahrhundert                                         | D-5-71-193-312 | weitere Bilder                |
| Klingenschütt 7 a (Standort)                  | Wohnhaus                             | Langgestreckter zweigeschossiger Massivbau mit Pultdach, Mitte 19. Jahrhundert                                                                          | D-5-71-193-327 | Wohnhaus                      |
| Klostergasse 14 (Standort)                    | Wohnhaus                             | Zweigeschossiger verputzter Giebelbau mit steilem Satteldach und leicht vorkragendem Fachwerk-Obergeschoss, 15./16. Jahrhundert                         | D-5-71-193-351 | weitere Bilder                |
| Klosterhof 9 (Standort)                       | Zugehörig Scheune                    | Wohl 16. Jahrhundert | D-5-71-193-361 | Zugehörig Scheune             |
| Klosterhof 13 (Standort)                      | Giebelseitige Fachwerkscheune        | Erdgeschoss massiv | D-5-71-193-365 | Giebelseitige Fachwerkscheune |
| Kobolzeller Steige 8 (Standort)               | Wohnhaus                             | Zweigeschossiger Giebelbau mit steilem Satteldach und verputztem Fachwerk-Obergeschoss sowie -Giebel, 16. Jahrhundert                                   | D-5-71-193-376 | Wohnhaus                      |
| Krebengäßchen 1 (Standort)                    | Wohnhaus                             | Zweigeschossiger verputzter Traufseitbau mit steilem Satteldach, letztes Viertel 19. Jahrhundert.                                                       | D-5-71-193-382 | Wohnhaus                      |
| Küblersgäßchen 13 (Standort)                  | Wohnhaus                             | Zurückgesetzter zweigeschossiger Giebelbau mit steilem Satteldach und verputztem Fachwerk-Giebel, im Kern 16. Jahrhundert                               | D-5-71-193-399 | Wohnhaus                      |
| Grüner Markt 4, jetzt Kirchplatz 4 (Standort) | Wohnhaus                             | 16.–18. Jahrhundert | D-5-71-193-132 | BW                            |
| Reusch 1 a (Standort)                         | Schopfwalmdachbau                    | Verputztes Fachwerkobergeschoss, 18. Jahrhundert | D-5-71-193-732 | BW                            |
| Rosmaringäßchen 5 (Standort)                  | Wohnhaus                             | Zweigeschossiger Eckbau mit steilem Satteldach und Fachwerk-Giebel, 1629                                                                                | D-5-71-193-519 | Wohnhaus                      |
| Spitalgasse 12 (Standort)                     | Wohnhaus                             | Zweigeschossiger verputzter Giebelbau mit steilem Satteldach, erste Hälfte 19. Jahrhundert                                                              | D-5-71-193-550 | Wohnhaus                      |
| Spitalgasse 21 (Standort)                     | Wohnhaus                             | Zweigeschossiger verputzter Giebelbau mit steilem Satteldach, erste Hälfte 19. Jahrhundert                                                              | D-5-71-193-555 | Wohnhaus                      |
| Spitalgasse 49 (Standort)                     | Traufseitiges Wohnhaus               | 19. Jahrhundert; rückwärts Stadtmauer | D-5-71-193-574 | Traufseitiges Wohnhaus        |
| Steinbach 11 (Standort)                       | Bauernhaus mit Satteldach            | Verputztes Fachwerk, 16./17. Jahrhundert, Queranbau 18. Jahrhundert                                                                                     | D-5-71-193-738 | BW                            |
| Sterngasse 1 (Standort)                       | Ehemaliges Wohnstallhaus             | Zweigeschossiger verputzter Wohnteil mit Krüppelwalmdach und angefügtem Wirtschaftsteil mit steilem Satteldach, ehemalige Toreinfahrt bezeichnet „1599“ | D-5-71-193-566 | Ehemaliges Wohnstallhaus      |
| Sülzengäßchen 5 (Standort)                    | Giebelhaus                           | 16./17. Jahrhundert | D-5-71-193-600 | Giebelhaus                    |
| Taubertalweg 76 (Standort)                    | Ehemaliges Gasthaus                  | Eingeschossiger Massivbau auf hohem Kellergeschoss mit historisierendem Fachwerk-Giebel und steilem Satteldach, Ende 19. Jahrhundert                    | D-5-71-193-615 | Ehemaliges Gasthaus           |
| Trompetergäßchen 4 (Standort)                 | Wohnhaus                             | Zweigeschossiger verputzter Giebelbau mit steilem Satteldach, 19. Jahrhundert, mit älterem Kern                                                         | D-5-71-193-629 | weitere Bilder                |
| Wenggasse 16 (Standort)                       | Wohnhaus                             | Schmaler dreigeschossiger Giebelbau mit steilem Satteldach, im Kern 16. Jahrhundert                                                                     | D-5-71-193-677 | Wohnhaus                      |